# Jakob Konrad Lutz

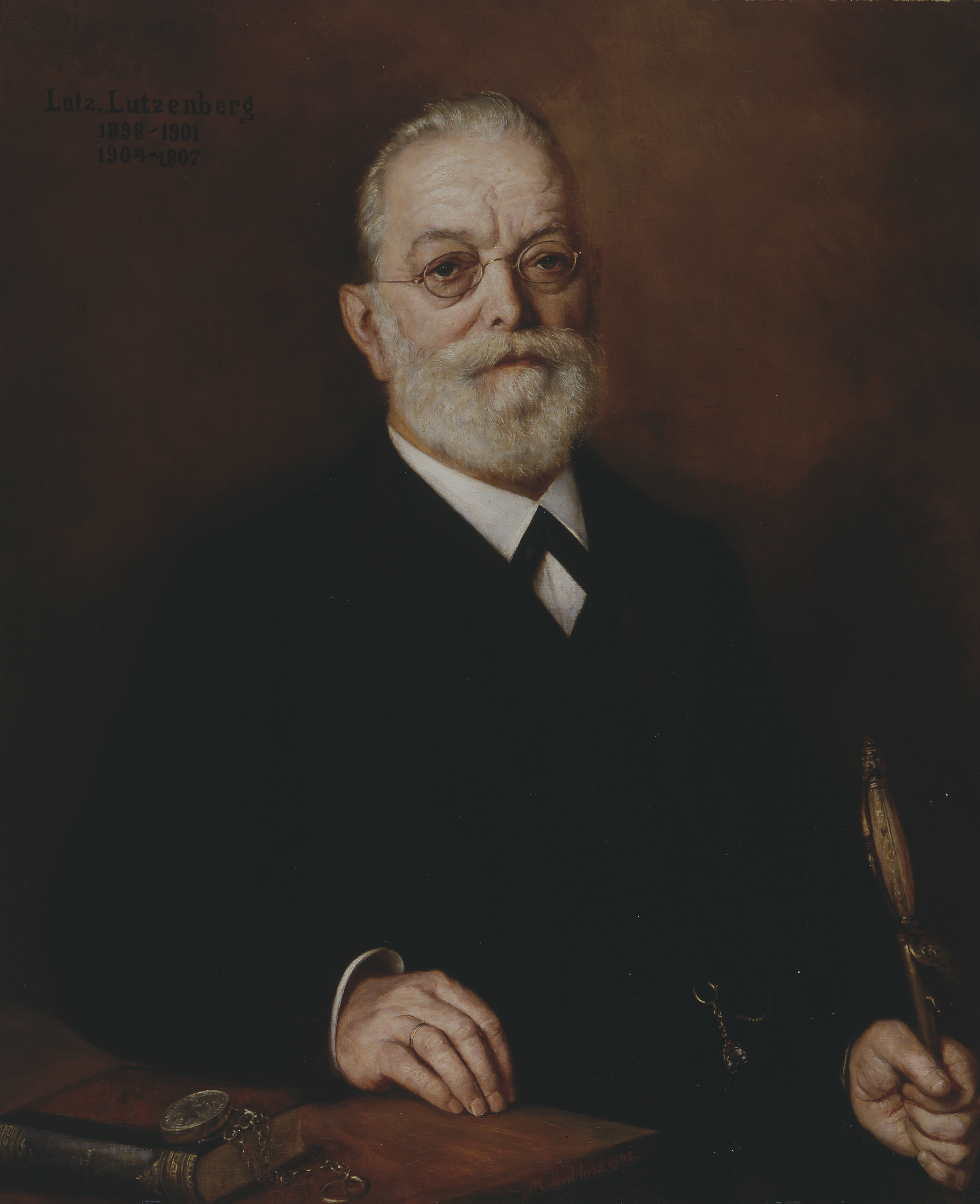
Jakob Konrad Lutz (1905)

Jakob Konrad Lutz (* 24. Dezember 1841 in Lutzenberg; † 9. März 1928 ebenda; heimatberechtigt ebenda) war ein Schweizer Unternehmer, Gemeindepräsident, Kantonsrat, Regierungsrat und Nationalrat aus dem Kanton Appenzell Ausserrhoden.

## Leben
Jakob Konrad Lutz war ein Sohn von Johann Konrad Lutz, Landwirt, Weber und ab 1869 Polizeidiener, und Anna Ursula Sonderegger. Er heiratete Carolina Leuch, Tochter von Tobias Leuch, Bauer.
Lutz wuchs in ärmlichen Verhältnissen auf, die keinen Besuch der Realschule erlaubten. Circa 1852 fand er eine Anstellung in der Handstickerei von Johann Georg Euler. In dieser war er 42 Jahre lang tätig. Er stieg bis zum Vorgesetzten auf. Von 1893 bis 1913 wirkte er als Konkursbeamter des Bezirks Vorderland. Bis 1928 leitete er die Kantonalbankagentur in Lutzenberg.
Von 1867 bis 1871 amtierte er als freisinniger Gemeinderat von Lutzenberg. Ab 1871 bis 1896 war er Gemeindehauptmann. Von 1875 bis 1879 und ab 1911 bis 1919 gehörte er dem Ausserrhoder Kantonsrat an, den er von 1901 bis 1903 und ab 1914 bis 1916 präsidierte. Von 1896 bis 1910 hatte er das Amt des Regierungsrats inne. Ab 1896 bis 1909 war er Präsident der Sanitätskommission und von 1902 bis 1910 der Finanzdirektion. Er amtierte von 1898 bis 1901 und ab 1904 bis 1907 als Landammann. Von 1899 bis 1902 sass er im Nationalrat. Ab 1881 bis 1997 war er Mitglied und von 1900 bis 1909 Präsident der Kantonalbankverwaltung. Ab 1902 bis 1910 gehörte er dem Verwaltungsrat der Schweizerischen Bundesbahnen (SBB) an.